# Észak-Szumátra

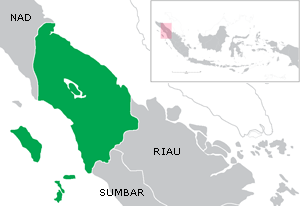
Észak-Szumátra

Észak-Szumátra (indonéz nyelv: Sumatra Utara) Indonézia egyik tartománya. Szumátra nagy északnyugati övéből áll, fővárosa Medan. Észak-Szumátra a negyedik legnépesebb tartomány Nyugat-Jáva, Kelet-Java és Közép-Jáva után - területe 72 981 km2, és a 2015. évi népszámláláskor 13 923 262 lakosa volt; a legfrissebb hivatalos becslés 2019 közepén 14 639 400.

## Történelem
A függetlenség utáni időszakban a Regionális Nemzeti Bizottság (KND) első ülésén Szumátra tartományt három al-tartományra osztották, nevezetesen: Észak-Szumátra, Közép-Szumátra és Dél-Szumátra. Maga az Észak-Szumátra tartomány három, rezidenciának nevezett közigazgatási régióból áll, nevezetesen: Aceh-rezidencia, Kelet-Szumátra-rezidencia és Tapanuli-rezidencia.

## Földrajz
Észak-Szumátra tartomány az északi szélesség 1°-4°-on és a kelet-hosszúság 98°-100°-on helyezkedik el, Észak-Szumátra tartomány szárazföldi területe 72 981 km².

### Területi határ
| Észak  | Aceh tartomány és Malacca-szoros                             |
| Kelet  | Malacca-szoros                                               |
| Dél    | Riau tartomány, Nyugat-Szumátra tartomány és az Indiai-óceán |
| Nyugat | Aceh tartomány és Indiai-óceán                               |